# 线果芥
线果芥（学名：Conringia planisiliqua），为十字花科线果芥属下的一个植物种。